# Еропкин, Аполлон Васильевич
Аполло́н Васи́льевич Еропки́н (1865 — после 1928) — русский публицист и общественный деятель, член Государственной думы I и III созывов от Рязанской губернии. Участник Гражданской войны в России на стороне ВСЮР. В эмиграции в Югославии.

## Биография

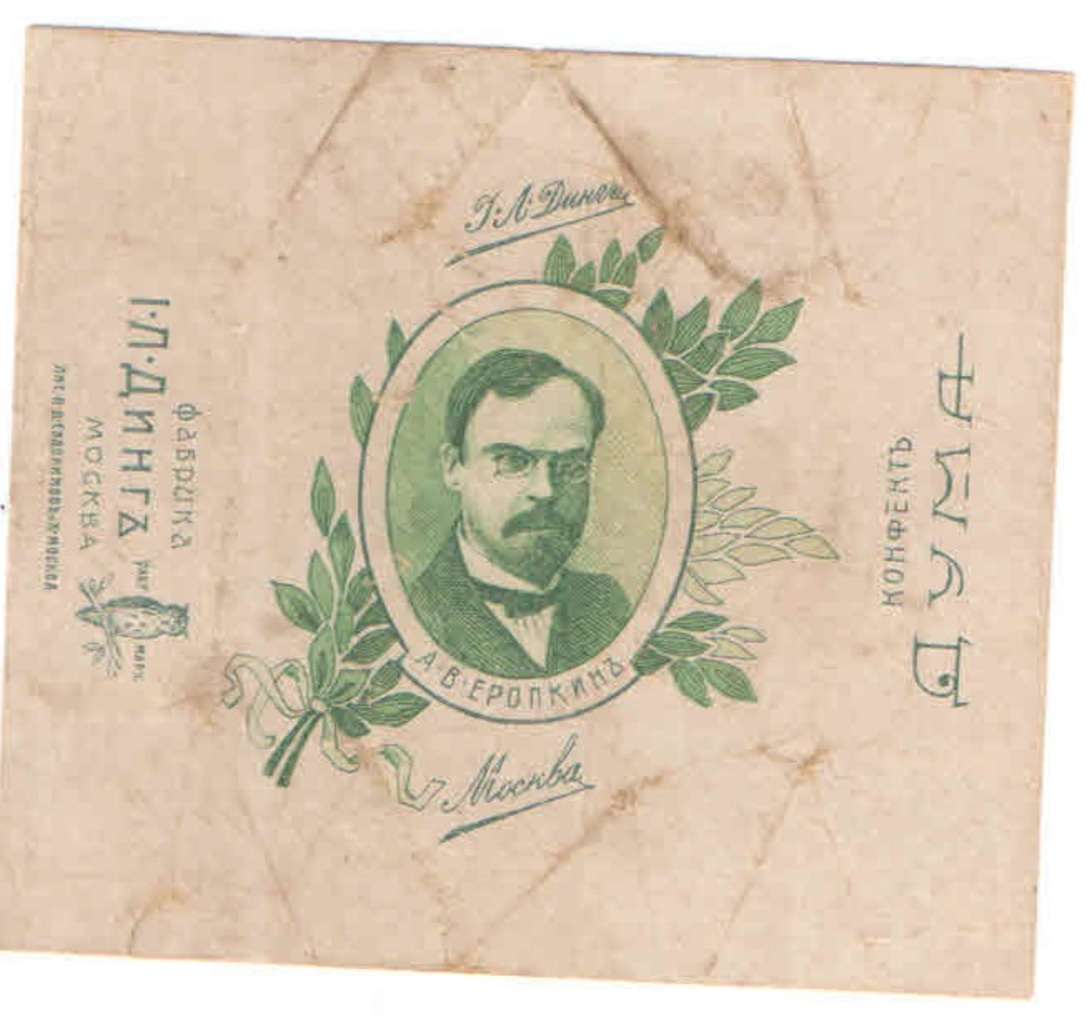
Обёртка шоколадных конфет «Дума» кондитерской фабрики И. Л. Динга, 1907

Родился 3 (15) декабря 1865 года. Происходил из потомственных дворян Рязанской губернии. Землевладелец Рязанского уезда (375 десятин).
Окончил Рязанскую гимназию (1886) и юридический факультет Московского университета (1890).
По окончании университета состоял помощником присяжного поверенного А. Е. Носа, а затем был чиновником особых поручений (1890—1893) и податным инспектором (1893—1899). В 1899—1906 годах занимал должность начальника отделения Рязанской казенной палаты, принимал участие в разработке «Положения о государственном промысловом налоге» в департаменте окладных сборов Министерства финансов.
Занимался общественной деятельностью в родной губернии. Избирался гласным Рязанского уездного и губернского земских собраний, почетным мировым судьей по Рязанскому уезду (с 1898) и гласным Рязанской городской думы. Состоял членом Рязанской ученой архивной комиссии (с 1899).
Публиковал статьи по экономическим вопросам в журналах «Русское богатство», «Вестник Европы» и «Народное хозяйство», был редактором «Вестника Центрального банка» (1911—1912). Был членом ЦК Союза 17 октября, основал Рязанский губернский отдел партии, был его председателем. В 1907 году вошел в Московский отдел ЦК октябристов.
В 1906 году был избран членом I Государственной думы от Рязанской губернии. Входил в группу умеренных. Состоял членом бюджетной комиссии.
В следующем году был избран в члены III Государственной думы съездом землевладельцев Рязанской губернии. Входил во фракцию октябристов. Состоял секретарем бюджетной комиссии, а также членом комиссий: сельскохозяйственной, по запросам, по исполнению государственной росписи доходов и расходов.
По окончании депутатских полномочий входил в правление Северного страхового общества, был директором Правления Ленского золотопромыслового общества. Состоял членом Российской экспортной палаты (с 1913) и Петербургского юридического общества. В 1914 году перешел на службу в Министерство торговли и промышленности. С 1915 года состоял представителем Рязанского земства во Всероссийской сельскохозяйственной палате.
Во время Гражданской войны в России на белом Юге. С осени 1919 года в Крыму, в Комитете содействия Вооруженным силам Юга России. К 1920 году товарищ (заместитель) председателя и заведующий финансами комитета. В октябре 1920 года A. В. Еропкин наряду с В. Н. Коковцовым, П. Л. Барком, B. И. Гурко принял участие в Экономическом совещании при Врангеле, где обсуждались перспективы финансовой помощи Белому движению. Эвакуировался в ходе Крымской эвакуации из Ялты.
В 1920 году эмигрировал в Югославию. В 1926 году был делегатом Российского Зарубежного съезда в Париже от Русского комитета русских эмигрантов города Земуна. Был членом правления Российского центрального объединения в Югославии, сотрудничал в белградской газете «Новое время». Оставил воспоминания, законченные в 1928 году (опубликованы в 2016 году).
Дальнейшая судьба неизвестна. Был женат.

## Книги
- "Что делала и что сделала III государственная дума. Ответ кадетам" (СПб., 1912);
- "П.А. Столыпин и указ 9 ноября" (СПб., 1913),
- Записки члена Государственной думы. Воспоминания. 1905-1928 издательство Кучково поле, серия Живая история, 2016 ISBN 978-5-9950-0505-6